# Bonatea cassidea
Bonatea cassidea är en orkidéart som beskrevs av Otto Wilhelm Sonder. Bonatea cassidea ingår i släktet Bonatea och familjen orkidéer. Inga underarter finns listade i Catalogue of Life.